# Hugh Wake
Hugh Wake († vor 18. Dezember 1241) war ein englischer Adliger.
Hugh Wake war ein Sohn von Baldwin Wake und dessen Frau Isabel Briwere. Nach dem Tod seines Vaters 1213 erbte er dessen Besitzungen, darunter die Baronie Bourne in Lincolnshire. 1239 war er Constable des königlichen Scarborough Castle. 1240 nahm er am Kreuzzug der Barone nach Palästina teil, wo er im folgenden Jahr starb.
Wake hatte vor dem 29. Mai 1229 Joan de Stuteville, eine Tochter von Nicholas de Stuteville II und Devorguilla of Galloway geheiratet. Seine Frau wurde schließlich nach dem Tod ihrer Schwester 1235 und ihres Onkels Eustace de Stuteville 1241 alleinige Erbin ihres Vaters. Mit ihr hatte er mehrere Kinder, darunter:
- Sir Nicholas Wake
- Sir Hugh Wake († 1315)
- Baldwin Wake (um 1238–1282)

Nach seinem Tod heiratete seine Witwe Hugh Bigod.